# Новый Унтем
Новый Унтем — деревня в Кезском районе Удмуртской республики.

## География
Находится в северо-восточной части Удмуртии на расстоянии приблизительно 16 км на север по прямой от районного центра поселка Кез.

## История
Известна с 1891 года как починок Выльсепыцкий (Новый Унтем). В 1905 году здесь было учтено 13 дворов, в 1920 (Унтем Новый) — 19 (все удмуртские), в 1924 — 22. СЧ 1932 года деревня, с 1939 современное название. До 2021 года административный центр Новоунтемского сельского поселения.

## Население
Постоянное население составляло 94 человека (1905 год), 140 (1924), 173 человека в 2002 году (удмурты 83 %), 144 в 2012.